# Muzeul Pera
Muzeul Pera (Pera Müzesi) este un muzeu privat, de artă, în cartierul Tepebașı din Istanbul. A fost construit în 1893 și deschis publicului în anul 2005 de Fundația Suna și İnan Kıraç (Suna Kıraç este fiica industriașului turc Vehbi Koç). Muzeul se află în fostul Hotel Bristol, hotel, care a fost proiectat în 1893 de către arhitectul Achille Manoussos.

## Colecția și expoziții permanente
Muzeul prezintă trei expoziții permanente: colecția de măsuri și greutăți din Anatolia; gresie și ceramică Kütahya, precum și de artă orientală. Colecția orientală include mai mult de trei sute de picturi, inclusiv lucrări de artiști europeni din secolul al XVII-lea. până la începutul secolului al XIX-lea., lucrări inspirate din lumea otomană. 

## Extindere planificată
Fundația Suna și İnan Kıraç a încredințat arhitectului Frank Gehry, construirea unui nou complex de cultură pe terenul sediului TRT în Tepebașı. Complexul planificat se va numi Centru cultural Suna Kıraç (Suna Kıraç Kültür Merkezi).

## Exemple de colectie
Lucrări din perioada otomană:

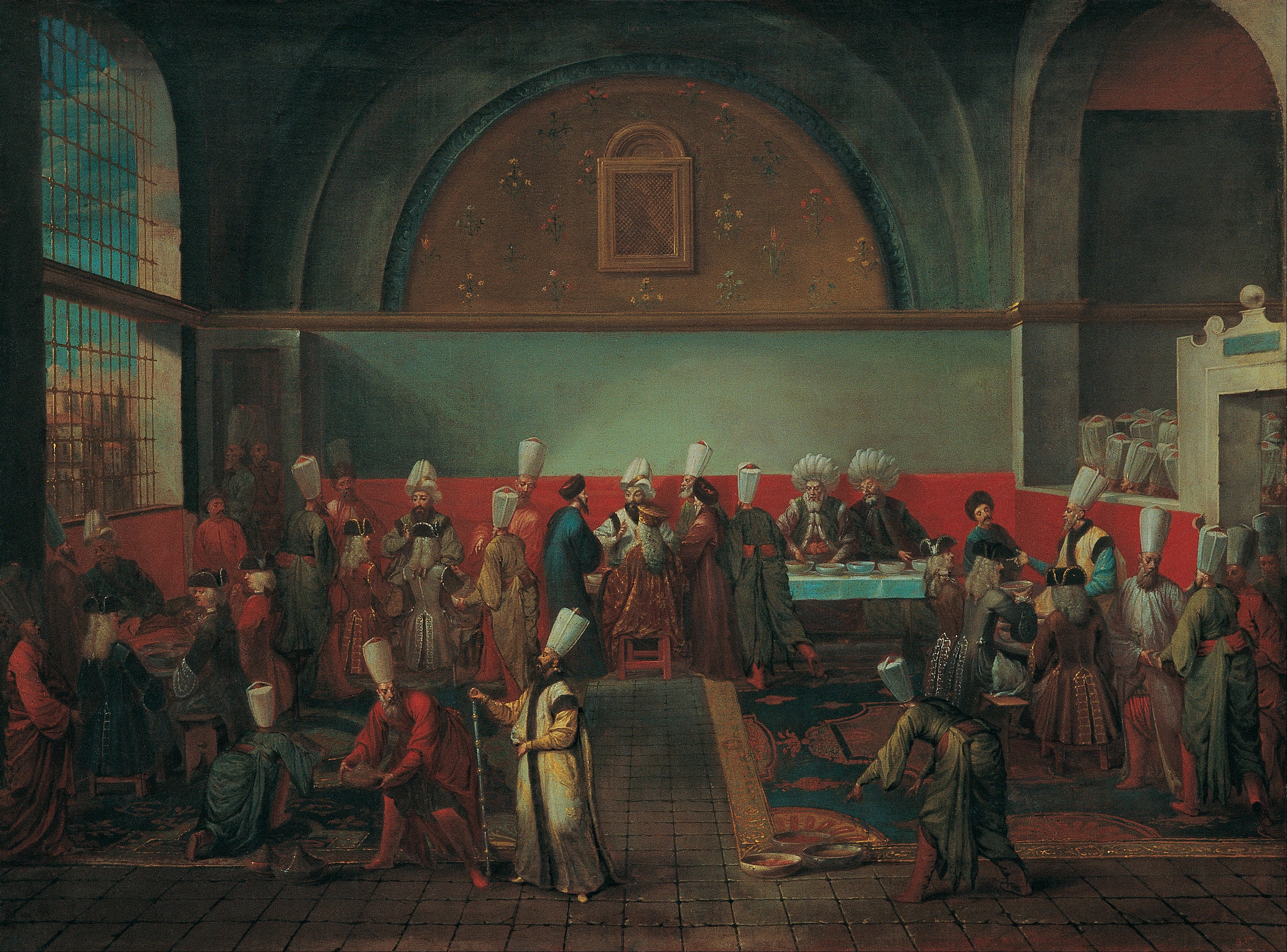
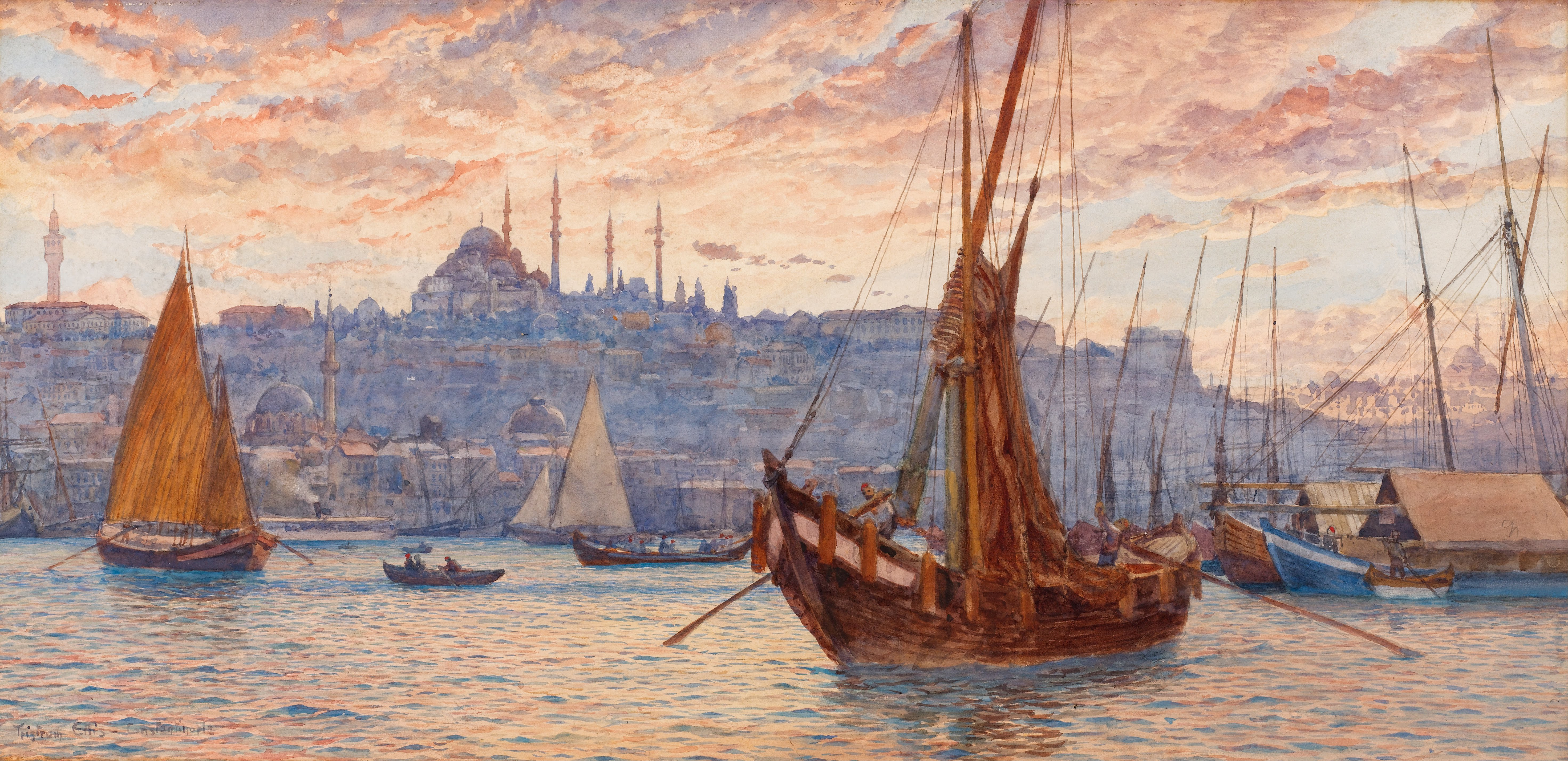
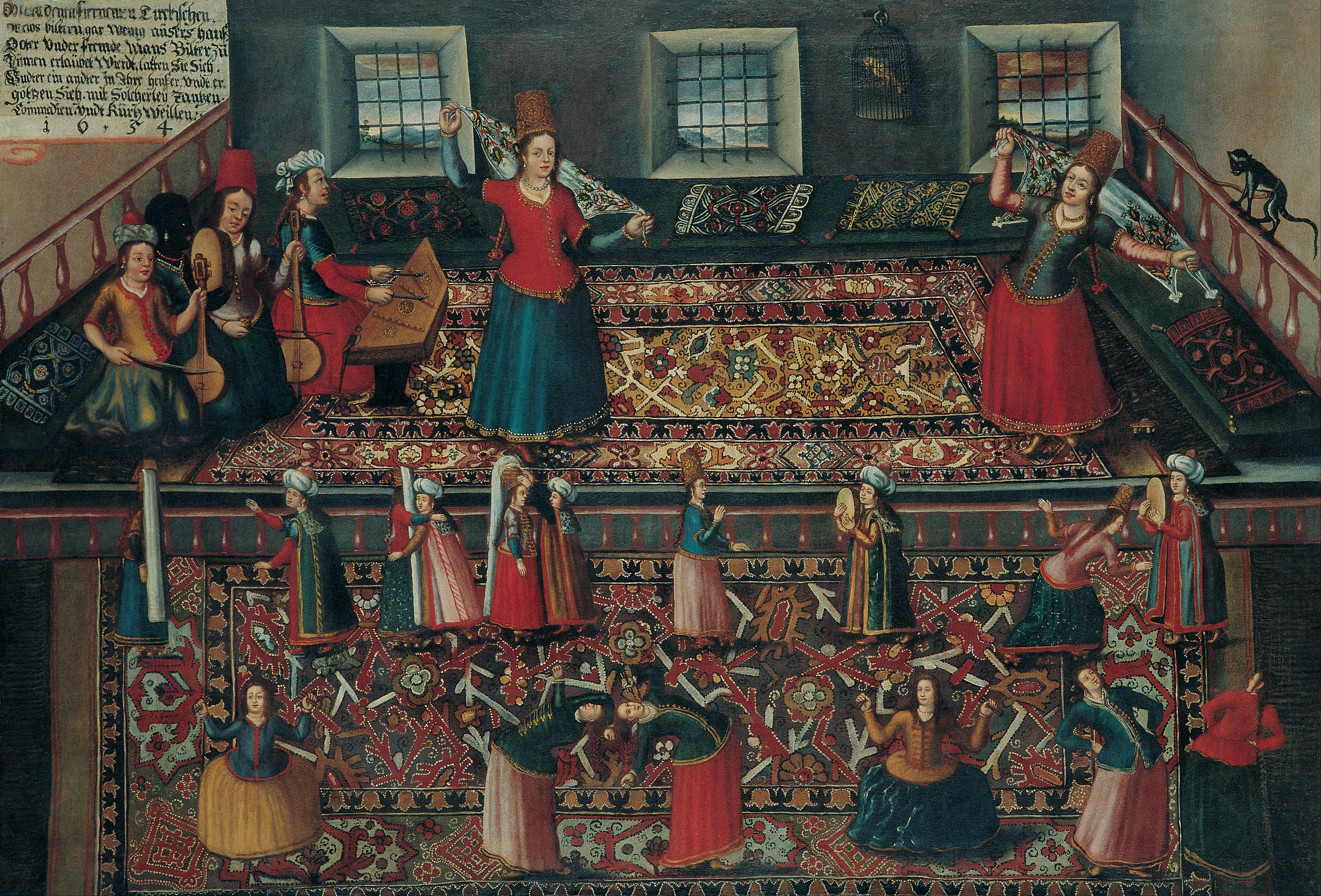
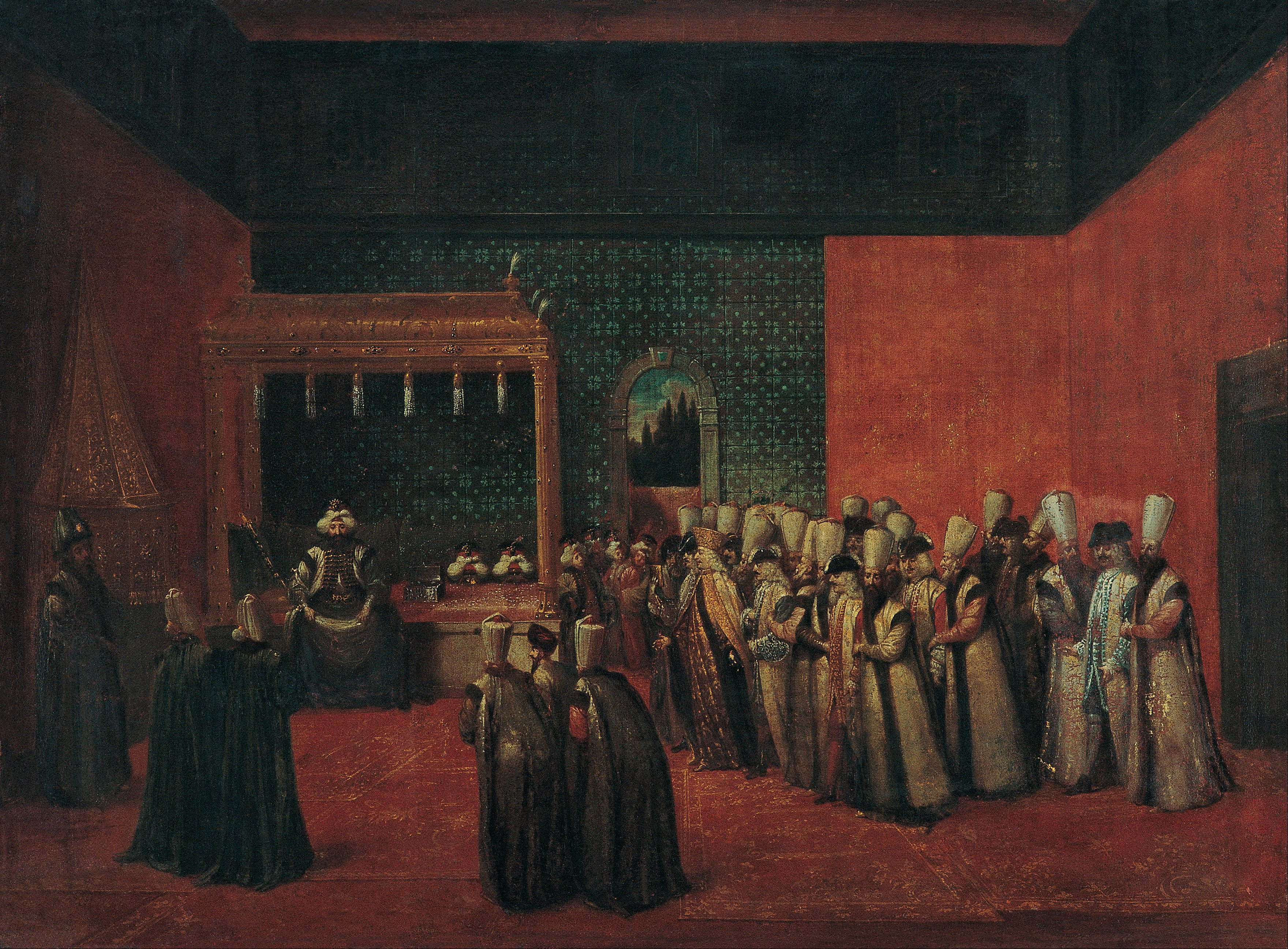
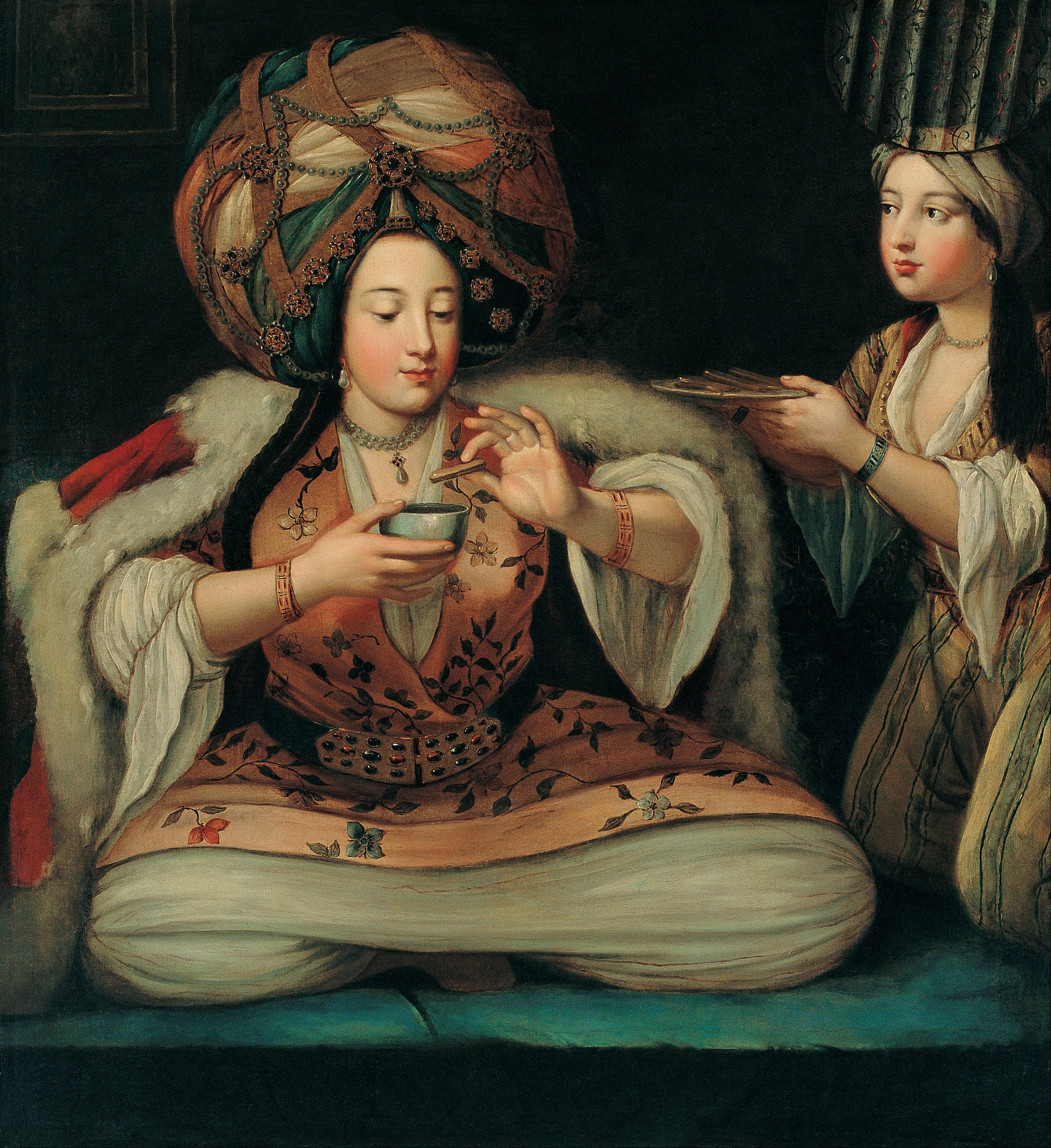
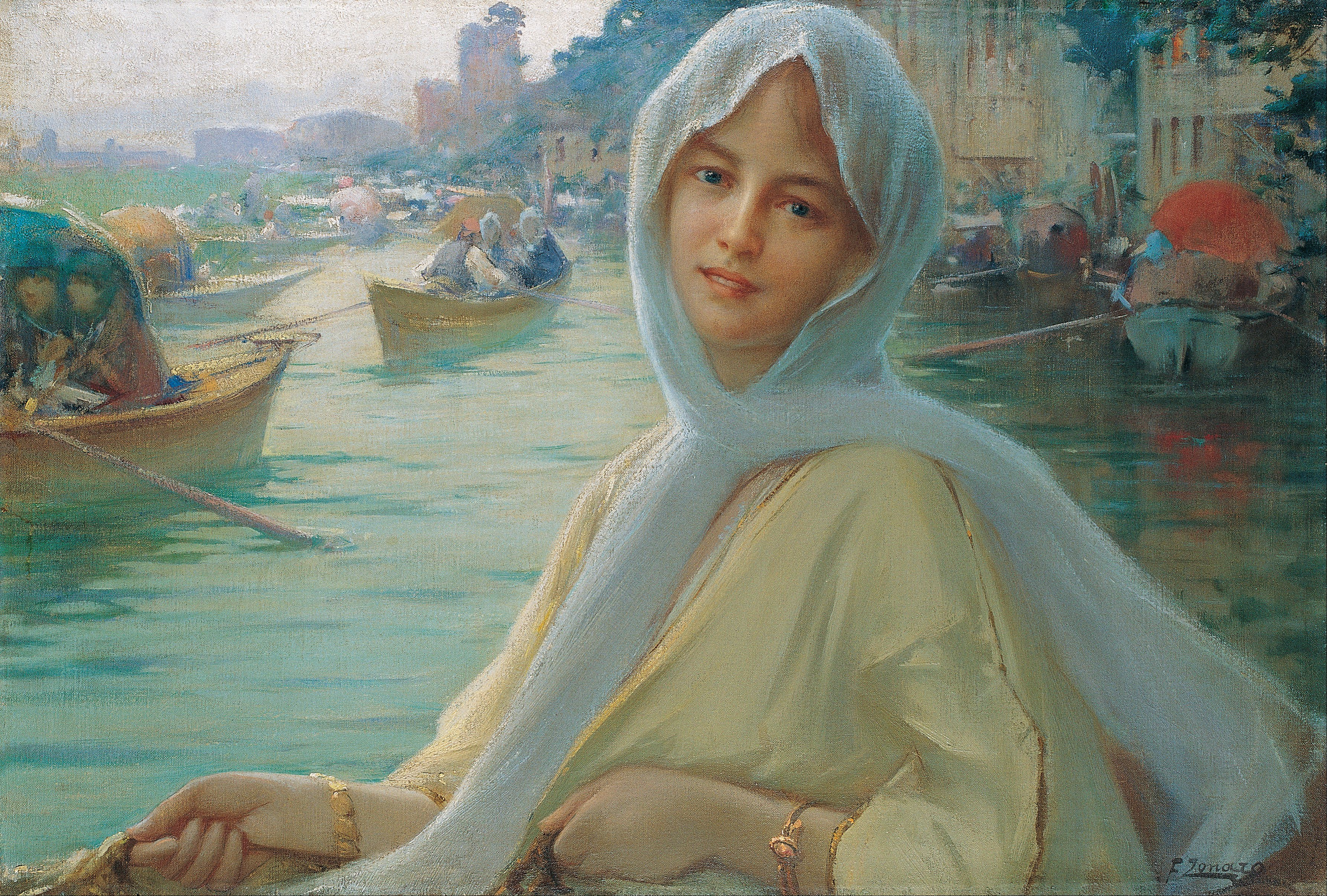
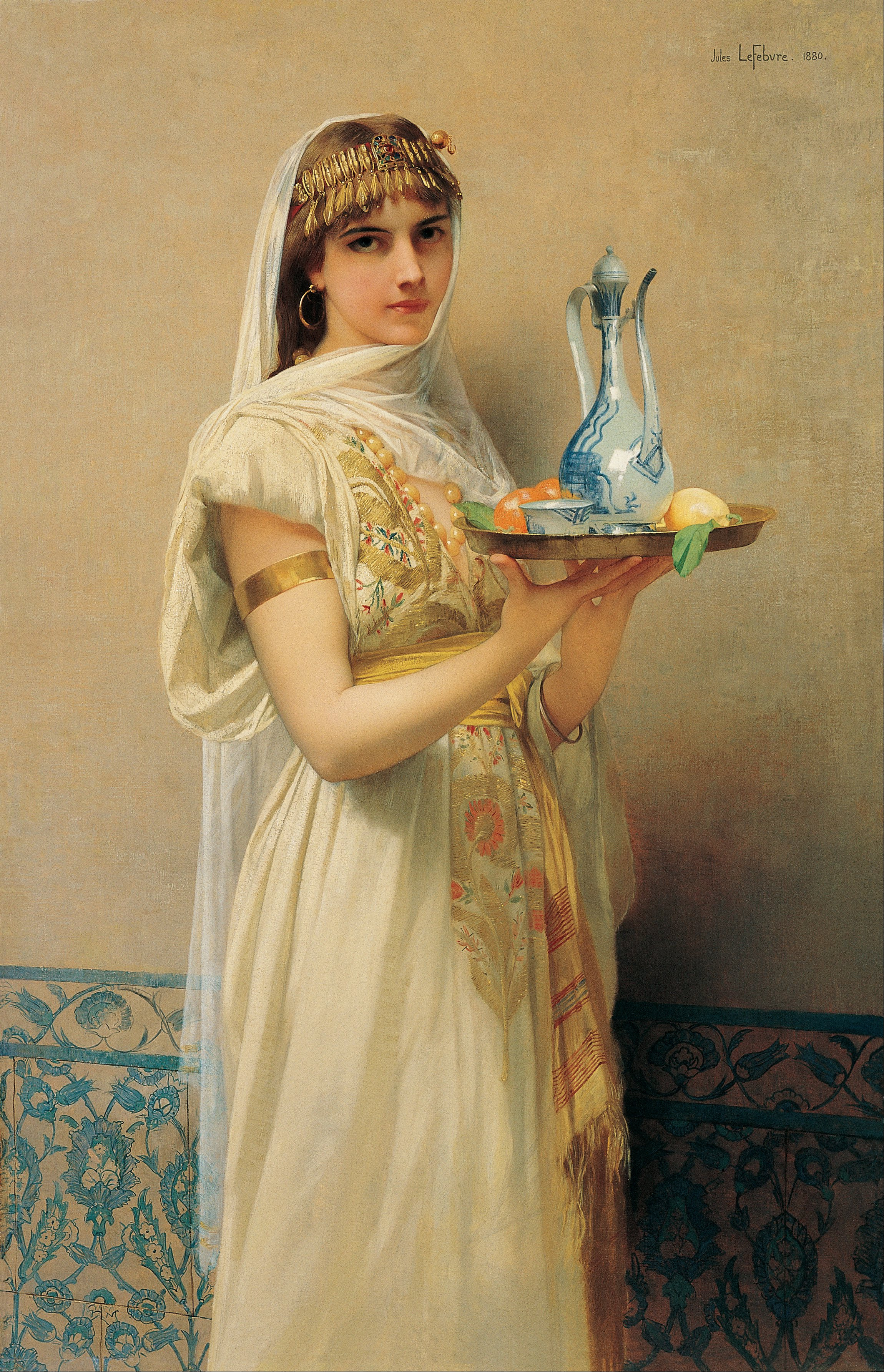
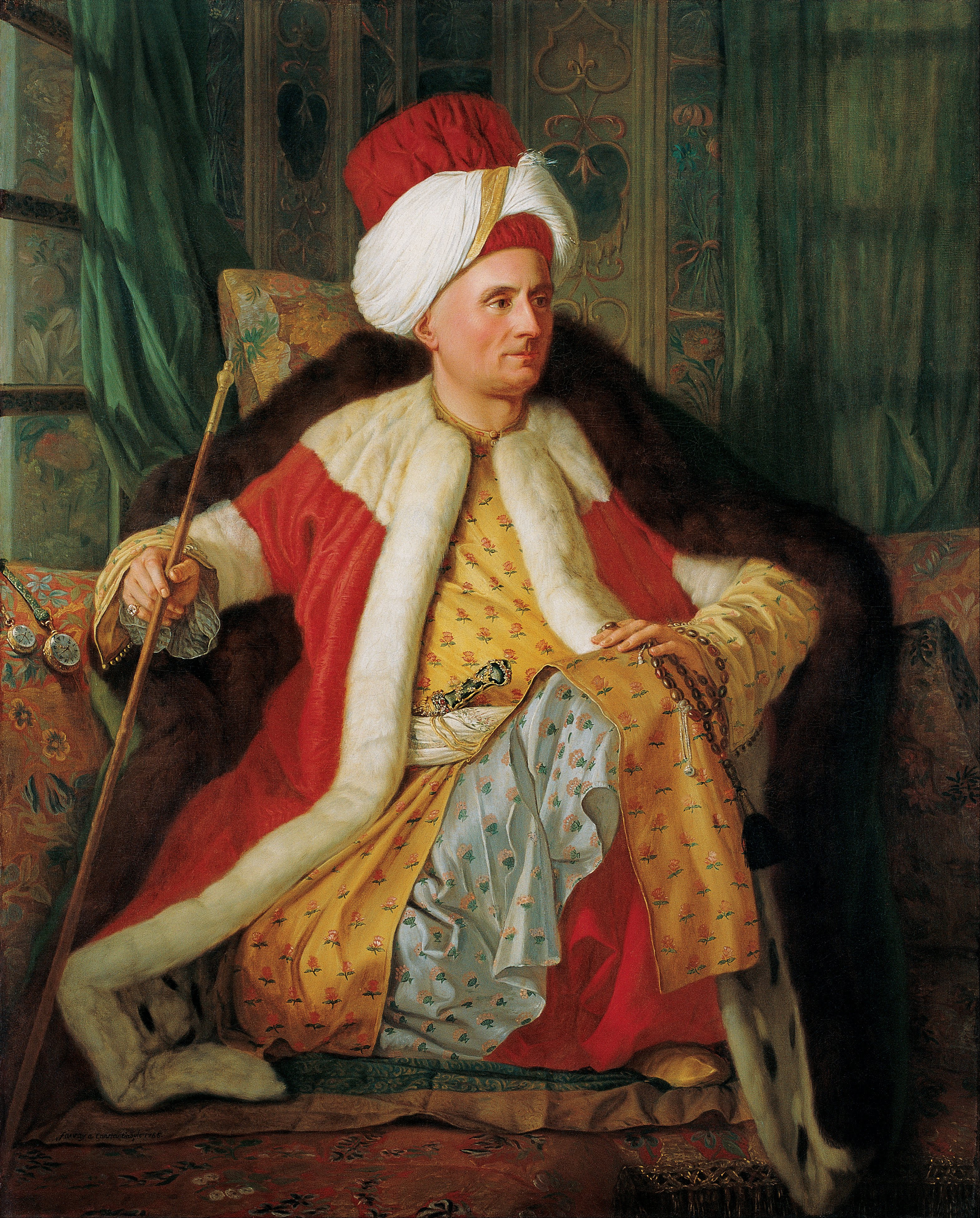
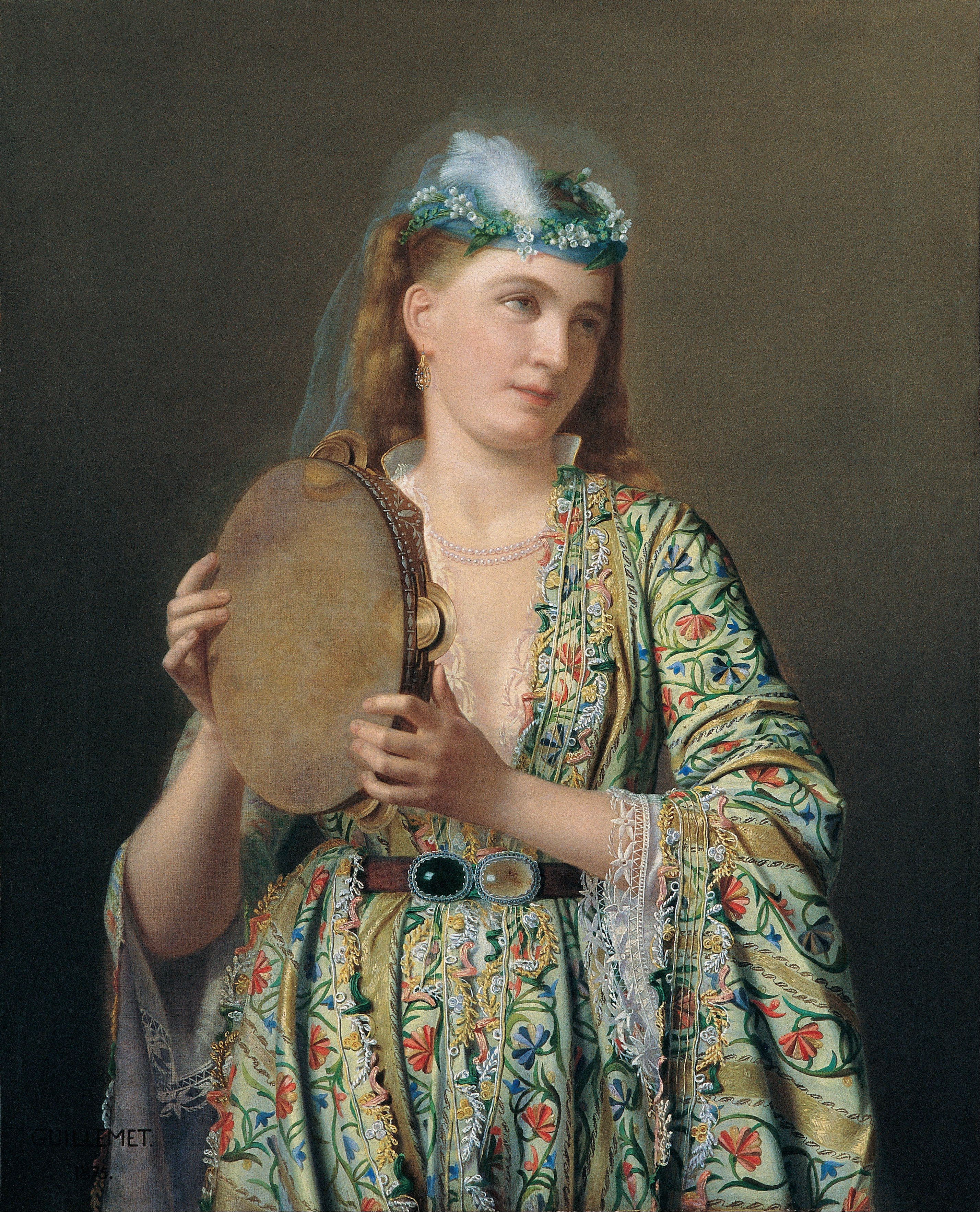
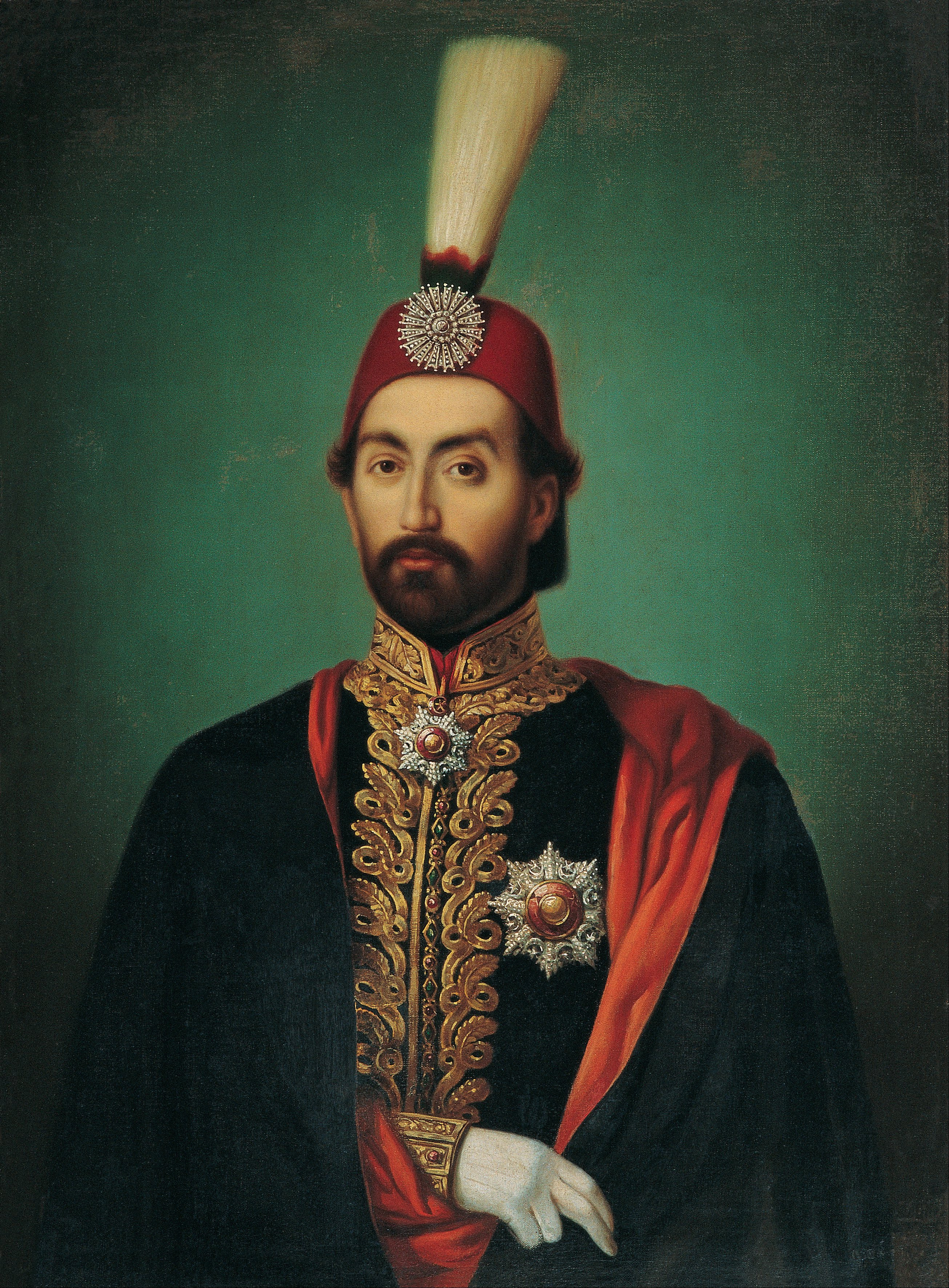
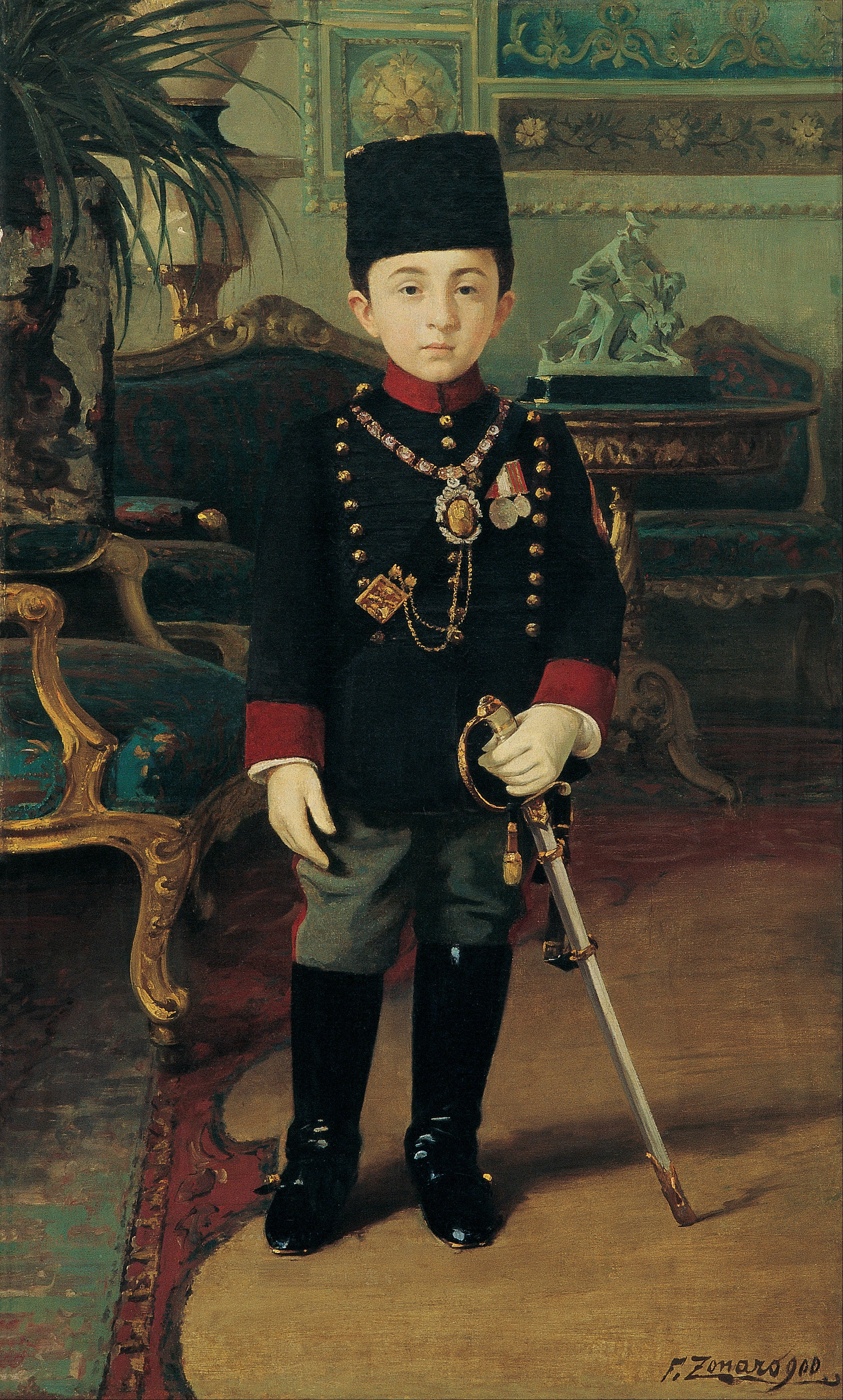
Osman Hamdi Bey: Dresorul de țestoase

## Literatură
- Muzeul Pera (Hg.). Portrete din Imperiu. Muzeul Pera Publicații, 2005. ISBN 975-9123-02-9
- Muzeul Pera (Hg.). Tineri De Expansiune. Muzeul Pera Publicații, 2005. ISBN 975-9123-00-2